# Diep.io
『diep.io』は、ブラジルの開発者Matheus Valadaresが開発し2016年にMiniclipよりリリースされた、ブラウザ、Android、iOSで利用できる対戦アクションゲーム。プレイヤーはゲーム内での戦車を操作し、2Dのアリーナでオブジェクトを破壊して他のプレイヤーを倒すことでポイントを獲得できる。

## 操作
プレイヤーの主な目的は、さまざまなオブジェクトを破壊してポイントを獲得し、他のプレイヤー倒すことである。一定ポイントを獲得することで、戦車はレベルアップし、移動速度増加やオブジェクト・敵に対しての攻撃力増加などのスキルポイントを選択して強化できる。レベルは45まであり、15レベルごとに戦車をアップグレードすることができる。

### ゲームモード
- FFA - 他のプレイヤーと戦い、1位になる。プレイヤーは無限にリスポーンできる。
- Survival - 最後に残ったプレイヤーが勝利するバトルロイヤル（最低5プレイヤー）。
- 2Teams - 赤チームと青チームがあり、プレイヤーは反対のチームと戦う。
- 4Teams - 赤、青の他に、紫、緑の4チームがあり、対立するチームと戦う。
- Domination - 赤チームと青チームで、4つすべての「ドミネーター (dominators) 」を支配すると勝利。
- Tag - 上記にある4チームが戦い、敵を倒すと、相手は自身のチームに強制的に参加させられる。
- Maze - FFAの迷路版。
- Sandbox - 小さなサンドボックスのマップ。1人で自由に戦車のタイプを変更できる。
- Breakout - 赤チームと青チームで、マップ全体を支配すると勝利。

## 評価
diep.ioは、その多様なゲームプレイで賞賛を受けている。その中では、しばしば他の.ioゲームと比較されている。
Screen RantのMaddy Cohenは、.ioドメインを使用する最高のビデオゲームとして評価し、何時間も遊ぶことができ様々なゲームモードと幅広い戦車のタイプがあり、多様なゲームプレイを称賛した。Gazette ReviewのAnthony Coyleは、2016年の大規模マルチプレイヤーオンラインゲームである『Slither.io』に似たトップ5ゲームの1つとして、Diep.ioを挙げた。Tom's GuideのJohn Corpuzは、diep.io を『Slither.io』および『Agar.io』に次ぐ3番目の「.io」ゲームとして挙げた。BeebomのArjun Shaは、diep.ioを最高のゲームの1つとして評価し、ゲームの多様なチーム機能を賞賛した。Player.OneのDishaは、diep.ioを「非常にシンプルだが非常に中毒性がある」と説明し、ゲーム開発の成功は偶然ではないと述べた。
Agar.io、Slither.io、およびdiep.ioは、フォーブスのCurtis Silverが言及したように、3つの人気のある ".io"ゲームとして一般的に知られている。